# Hugo Huurman
Pas d'image ? Cliquez ici

a Compétitions nationales et continentales officielles uniquement.

b Matchs officiels uniquement.
Dernière mise à jour le 17 mars 2025.
Hugo Huurman, né le 21 mai 2001 aux Pays-Bas, est un joueur international néerlandais de rugby à XV évoluant au poste de troisième ligne aile avec le Stade aurillacois en Pro D2.

## Biographie

### Jeunesse et formation
Hugo Huurman voit le jour le 21 mai 2001 aux Pays-Bas. Dès son jeune âge, il commence à jouer au rugby à XV au Haagsche Rugby Club (nl). En 2017, il participe à un tournoi de rugby à sept à Medellín, en Colombie.
En 2019, il fait le choix de rejoindre le centre de formation du Stade aurillacois pour poursuivre son développement rugbystique en France,.
En 2021, il est sélectionné avec l'équipe des Pays-Bas des moins de 20 ans pour disputer l'édition 2021 du Championnat d'Europe, s'inclinant en demi-finale face à l'Espagne, futur vainqueur de la compétition.
Par la suite, avec le club cantalien, il est sacré champion de France espoirs en 2022, mais ne figure pas dans le groupe lors de la finale remportée face au Stade toulousain. 

### Carrière professionnelle
Sa progression rapide dans les équipes de jeunes du Stade aurillacois lui vaut de faire ses débuts professionnels en Pro D2 durant la saison 2022-2023 face à l'USON Nevers. Cette saison-là, il prend part à quatre matchs lors de la deuxième partie de saison, avec deux victoires et deux défaites, accumulant 226 minutes de jeu.
La saison suivante, Huurman s'impose comme un joueur clé pour le club, au poste de troisième ligne aile. Le 26 janvier 2024, Huurman inscrit son premier essai professionnel face au Stade montois. À cette même période, il n'est pas convoqué en équipe des Pays-Bas pour le Championnat d'Europe, au contraire de son coéquipier en club Tim de Jong qui évolue avec les espoirs, ce qui lui permet d'enchaîner les rencontres avec le Stade aurillacois,. Durant la saison 2023-2024, il dispute un total de 26 matchs, dont 20 en tant que titulaire, marque un essai et totalise 1574 minutes sur le terrain.
En mars 2025, il connaît sa première cape internationale avec les Pays-Bas lors d'une défaite 10 à 31 contre la Belgique dans le cadre du Championnat d'Europe.

## Palmarès
- Vainqueur du Championnat de France espoirs en 2022 avec le Stade aurillacois.